# Пенкальский, Симон
Симон Пенкальский (также Пекалид, Пенкала, Пенкалиус; Пенкалидес; около 1567 — после 1616) — новолатинский поэт, живший в конце XVI — начале XVII веков в Речи Посполитой.
Биографических сведений о нём почти не сохранилось. Известно, что его родителями были городской советник Олькуша Тобиаш Пекали и Анна Старчиновская. В 1585 году поступил в Краковскую академию. Перебравшись в Острог, «стал русином» (лат. ruthenus factus).
Был автором поэмы на латинском языке «De bello Ostrogiano ad Pianthos cum Nissoviis libri quatuor» (Краков, 1600). Согласно ЭСБЕ, «не лишённая некоторых поэтических достоинств, написанная языком лёгким и изящным», эта поэма входит в число наиболее важных первоисточников по истории Речи Посполитой, содержа в себе множество важных сведений относительно восстания низовых казаков под предводительством Косинского в 1593 году.